# 我想我是海
《我想我是海》是黃磊發行於1998年的個人第二張音樂專輯，同名歌曲《我想我是海》當年紅遍兩岸三地，音樂錄影帶由黃磊和妻子孫莉共同出演。

## 专辑曲目
01 我想我是海

　　02 石头

　　03 小怜

　　04 花开的地方

　　05 改变

　　06 谣言

　　07 重新开始

　　08 只有你让我想要

　　09 围城

　　10 守着阳光守着你

## 外部連結
- （简体中文）黃磊《我想我是海》音樂錄影帶 （页面存档备份，存于）